# Parc national de Lauhanvuori
Le parc national de Lauhanvuori (en finnois : Lauhanvuoren kansallispuisto) est un parc national finlandais situé dans l'ouest du pays, dans l'Ostrobotnie du Sud. Créé en 1982, il couvre 53 kilomètres carrés.
Le parc se caractérise par ses forêts de pins, ses ruisseaux de source et ses marécages.
Les grues et les grands tétras peuvent être entendus dans les tourbières pendant l’été. Le tétras des saules habite également les tourbières.